# Ерменгарда од Тура
Ерменгарда од Тура (804 - Erstein, 20. март 851) била је супруга Лотара I те тако краљица Италије. Била је кћерка Ига од Тура. 